# Marie Chouinard
Marie Chouinard, reconocida con la Orden de Canadá - OC (nacida el 14 de mayo de 1955) es una bailarina canadiense, coreógrafa y directora de su propia compañía de danza.

## Antecedentes de la compañía
En 1978 Chouinard presentó su primer trabajo, "Crystallization". Después de 12 años como intérprete solista y coreógrafa, Chouinard fundó su propia compañía en 1990, la Compagnie Marie Chouinard.
Chouinard ha vivido en muchos lugares, incluidos: Nueva York, Berlín, Bali y Nepal. Ha creado más de 50 solos y piezas grupales. Los trabajos de Chouinard  desde 1978 reflejan su visión de la danza como un arte sagrado, el respeto por el cuerpo como vehículo de este arte, su virtuosa aproximación a la actuación y la invención de un universo diferente para cada pieza nueva. En 1988, Marie Chouinard junto con Wim Vandekeybus y Mark Tompkins crearon el ImPulsTanz Viena Festival Internacional de Danza. Chouinard todavía está estrechamente vinculada con ImPulsTanz, el cual se ha convertido en el festival de danza contemporánea más grande de Europa.

## Actuaciones y solos
- 1978 : Cristallisation
- 1979 : Cristallisation (les 5 ciclos)
- 1979 : Dimanche matin, mayo 1955
- 1979 : Danse verter un homme habillé de noir et qui porte un revólver
- 1979 : 5 Chorégraphies verter le público pieds nus
- 1979 : Les oeufs, ou autrefois il y avait, il y un longtemps, au temps où...
- 1980 : Viajes dans les limbes
- 1980 : Coche-retrato ningún 1
- 1980 : Coche-retrato ningún 2
- 1980 : Petite danse sans nom
- 1980 : Les Grenouilles
- 1980 : Mimas, Lúnula de Saturne
- 1980 : La Leçon
- 1980 : Dislocations
- 1980 : Chanson de gestes
- 1980 : Quelques façons d'avancer tranquillement vers toi
- 1980 : Jaune
- 1980 : Récréation
- 1980 : Dimanche matin, mayo de 2005
- 1980 : Conversaciones
- 1981 : Plaisir de tous les sens dans tous les sens
- 1981 : Danseuse-performeuse cherche amoureux ou amoureuse verter la nuit de 1er juin
- 1982 : la carne conoce carne, avec Claude-Marie Caron
- 1982 : Marie Chien Noir (Mimas, Lúnula de Saturne; Chien Noir et Plaisirs de tous les sens dans tous les sens)
- 1984 : Mesa de Contenidos I
- 1985 : Chebre,avec Claude-Marie Caron
- 1985 : Terremoto en el Heartchakra; Mesa de Contenidos II
- 1986 : Paseo en el Dragón; Crue; S.T.Un.B.(Espacio, Tiempo y Más allá)
- 1987 : L'Après-midi d'un faune
- 1988 : Biophilia
- 1989 : Poèmes d'atmosphère
- 1990 : Lettre ouverte à Terpsichore
- 1992 : Endangered especie; Cet instante-ci et l'éternité; Terpsichore un cappella
- 2010 : Lingam, Campagne
- 2012 : En Museo

## Trabajos coreográficos
- 1991 : Les Trous du ciel
- 1993 : El Rito de la Primavera
- 1994 : Preludio a la siesta de un fauno
- 1996 : L'Amande et le diamant
- 1998 : Les Solos 1978-1998
- 1998 : Étude piognate
- 1998 : Humanitas
- 1999 : Des feux dans la nuit
- 1999 : 24 Preludios por Chopin
- 2000 : Le Cri du monde
- 2001 : Étude ningún 1
- 2003 : Chorale
- 2005 : Mouvements
- 2005 : cuerpo_rEMIX/gOLDBERG_variaciones
- 2008 : ORFEO Y EURYDICE
- 2009 : glorias de mañana
- 2010 : EL DORADO MALO (VIVO)
- 2012 : Henri Michaux: Mouvements
- 2013 : Gymnopédies

## Trabajos de Marie Chouinard para repertorio de otras compañías
- 2003 : Prelude to the afternoon of a faun and The Rite of the Spring/Ballet Gulbenkian, Portugal 2008 : 24 preludes by Chopin/ Ballet national de Toronto, Canadá 2009 : Prelude to the afternoon of a faun/São Paulo Companhia de Dança, Brésil

## Películas
- 2003 : Cantique ningún 1
- 2008 : cuerpo_rEMIx/gOLDBERG_variaciones (producidos por Amérimage-Spectra y dados cuenta por Marie Chouinard)

## Películas multipantalla
- 2003 : Cantique no 2

## Instalaciones
- 2004 : Cantique ningún 3 (participative la instalación creada con Louis Dufort)
- 2009 : Icônes (instalación de vídeo creada con Luc Courchesne)

## Premios y distinciones
- 1981 - Estudio du Québec à Nueva York (Gouvernement du Québec), primero recipient otorgado a Marie Chouinard
- Jacqueline de 1986 Premios-Lemieux otorgado a Marie Chouinard
- 1987 - Jean Un. Chalmers Otorgado a Marie Chouinard
- Artista de 1993 Premios Lifetime la consecución otorgó a Marie Chouinard
- Barca de 1994 Premios Premio (Glasgow, Escocia) para El Rito de la Primavera
- 2000 - Bessie Premio para consecución sostenida (Nueva York)otorgó a Marie Chouinard
- 2003 - La Sociedad francesa de Compositores y Autores Dramáticos otorga SACD, París
- 2003 - La película Cantique ningún 1 recibe un premio en el Festival de Cuadros Emotivo de Danse encima Película y Vídeo, Toronto (premio de rendimiento para Carol Prieur y Benoît Lachambre)
- 2003 - Premio de Centro de Artes Nacional, un premio de compañero de los premios de Artes escénicas[1] del General de Gobernador
- 2006 - Archanget Premio para Le vol de Lindbergh y Les 7 Péchés capitaux, choreographed por Marie Chouinard, Festival de Edimburgo
- 2006 - Magnífico Prix du Conseil des Artes de Montreal para el impacto de la Compañía encima baile de Montreal y es workbODY_rEMIX/gOLDBERG_variaciones
- 2007 - Officier del Ordre de Canadá otorgó a Marie Chouinard
- 2009 - Gemini Premio (Rendimiento Mejor en un Programa de Artes escénicas o Serie) otorgó a COMPAGNIE MARIE CHOUINARD bailarines para su rendimiento en el cuerpo de película_rEMIX/gOLDBERG_variaciones
- 2009 - Chevalier del Ordre des Artes et des Lettres de Francia otorgó a Marie Chouinard
- 2010 - COMPAGNIE MARIE CHOUINARD estuvo otorgado por el premio de Consecución de las Artes de la Fundación de Tabaco Imperial 2010
- 2010 - Prix du Québec (Denise Pelletier Premio)otorgó a Marie Chouinard
- 2015 - Caballero del Orden Nacional de Quebec
- 2016 - Lifetime Premio de Consecución, Baile, los premios de Artes escénicas de General de Gobernador[2]